# 엔딩크레딧 (노래)
《엔딩크레딧》는 대한민국의 록 밴드 네미시스의 정규3집 ‘피아노(The Piano)’ part.1의 활동곡이다.
앨범제목을 통해 짐작할 수 있듯 정규 3집 ' 피아노(The piano)'는 네미시스가 추구하는 음악이 피아노가 주를 이루는 클래식한 분위기가 가미된 팝 록을 지향한다는 음악적 정의와도 같으며, 활동곡 '엔딩 크레딧'은  빠른 드럼비트를 바탕으로 노승호의 감성 보이스와 풍부한 화성의 피아노 멜로디를 전면에 부각시킨 곡이다.
'엔딩크레딧'(Closing Credits)은 사랑이 끝나 흩어져가는 것을 영화의 엔딩크레딧이 올라가는 장면에 투영한 곡으로 ‘우리는 사랑이었을까 - 라스트 신 - 엔딩크레딧’이 영화를 테마로 하나로 이어지며 네미시스가 가진 프로그레시브 록 스타일을 잘 보여주는 곡이다. 1집에 수록된 순정만화 같은 사랑을 표현한 베르사이유의 장미의 속곡으로 3집의 ‘엔딩크레딧’은  영화같은 사랑을 표현하고 있으며 2001년, 베르사이유의 장미와 비슷한 시기에 만들어진 곡이지만 새롭게 작업한 결과 기존의 네미시스 스타일이 잘 표현되어 있다고 여겨져 3집의 활동곡으로 선택되었다.

## 활동 사항
정규 3집 ‘피아노(The piano) part.1’은 2009년, 발매된 정규2집 ‘LoveSick’이후 2년여 만에 발매되는 앨범으로 녹음실이 비로 침수돼 원래 하던 방식인 드럼부터 녹음을 하지못하고 보컬부터 녹음을 하여 재수정을 거쳐야만했고 복구공사와 함께 진행된 탓에 여러 가지 어려움을 겪었지만 2011년 8월 23일, 정상 발매되었다. 서른 곡을 준비해도 활동곡 단 한 곡만이 부각되는 근래 가요시장의 특성으로 인해 정규 앨범을 내기 위해 두 파트로 나눠 발매되었으며 정규3집은 피아노를 바탕으로 하는 클래시컬 록 밴드인만큼 피아노를 부각하였으며 파트1은 기존의 창작풍을 굳혀 지금까지 해왔던 스타일에서 빠른비트의 곡들을 담았고 파트2는 보다 감성적인 성향의 감각있는 곡들로 담을 계획이다.

## 음반 정보
The Piano 정규3집
풍부한 화성을 가진 피아노 연주의 부각으로 보다 짙어진 클래시컬하면서도 질주감있는 네미시스의 음악적 색체와 보다 성숙해진 네미시스의 감성을 느낄 수 있는 앨범이다.
- The Piano Part.1 (2011)

우리는 사랑일까 + 라스트씬(Last Scene) +' 엔딩크레딧(Closing Credits)'이 영화를 테마로 세곡이 하나로 이어지며 기존의 색깔을 확고하는 네곡의 팝락들이 한곡씩 담겨있다.
| 앨범    | 음반 정보 | 음반 정보 |
| ------- | --- | --- |
| 정규3집 | - 발매일 : 2011년 10월 22일 - 활동곡 : 엔딩크레딧 | - 발매일 : 2011년 10월 22일 - 활동곡 : 엔딩크레딧 |
| 정규3집 | 트랙 리스트 | |
| 정규3집 | 영화를 테마로 세곡이 하나로 이어지는 - 1. 피아노 연주곡 [우리는 사랑일까] + - 2. 이별을 선언하는 [Last Scene]+ - 3. 영화처럼 사랑이 끝나는 [Ending Credit] | - 4. 어쿠스틱 기타가 경쾌한 [Paragliding] - 5. 지나간 사랑에 대한 꿈 [꿈을 꾸지 않았으면] - 6. 사회적 문제인 악플을 다룬 강렬한 [악플] - 7. 토라진 애인을 달래는 최성우 작사 [오빠가 잘못했어] |